# ERAD dráha

Degradace proteinů v endoplazmatickém retikulu, jednou z cest (ta, která vede k proteazomu v cytosolu) je ERAD dráha

ERAD dráha (ERAD – „endoplasmic reticulum associated degradation“, tedy „degradace spojená s endoplazmatickým retikulem“) je mechanismus, který umožňuje odstranění nefunkčních (poškozených) bílkovin či proteinových komplexů z endoplazmatického retikula (ER). ERAD zabraňuje ukládání takových nefunkčních proteinů v ER a zamezuje, aby tyto proteiny pokračovaly sekreční dráhou.

## Průběh
ERAD nastupuje velmi záhy po objevení se špatně složené bílkoviny v ER, dokonce tak záhy, že mnohdy zpečetí osud bílkovin, jejichž syntéza ani nebyla ukončena. Až 80% molekul proteinu CFTR je zřejmě rozloženo ERAD drahou (ač v mnoha případech jsou tyto molekuly plně schopné vykonávat svou funkci).
Na počátku ERAD dráhy je rozeznání špatně složených bílkovin. Bílkoviny s nesprávným prostorovým uspořádáním jsou vyvazovány proteiny kalnexinem a kalretikulinem. Tyto chaperony se pokouší napravit prostorovou strukturu špatně složených bílkovin. Když se toto nedaří, dříve nebo později nastoupí manosidázy, které začnou štěpit glykany přítomné na molekule nesprávné složené bílkoviny. Následně jsou takové bílkoviny rozeznávány skupinou dalších chaperonů (např. BiP/PDI) a následně odeslány skrz nějaký kanál (tzv. retrotranslokon) do cytosolu. V cytosolu jsou tyto bílkoviny ubikvitinovány a následně rozloženy v 26S proteazomu.

## ERAD a viry
Některé viry jsou schopné díky svým imunoevasinům posílat k degradaci ERAD drahou buněčné MHC glykoproteiny I. třídy. Tím zabraňují prezentaci virových proteinů na membráně a unikají tak imunitní reakci. Retroviry (HIV-1) zase takto posílají k degradaci protein CD4, též významný pro prezentaci antigenů, a protein tetherin. Jiné viry ERAD cestu zřejmě regulují k utlumení svého množení v buňce.